# Fickteatern
Fickteatern var en svensk fri teatergrupp verksam 1967–1971, samt under 1972 uppdelad i flera produktionsgrupper under samma namn. Den hade sina ideologiska rötter i vänsterrörelsen och spelade så kallad politisk teater.
Gruppen bildades vintern 1967 av Suzanne Osten, Lottie Ejebrant, Leif Sundberg och Gunnar Edander. De tre förstnämnda var medlemmar av Narrenteatern, men började formulera andra målsättningar för sin teater. Bland annat ville man nå en annan, mer ovan teaterpublik än på Narrenteatern. Under åren tillkom ytterligare tre medlemmar: Tom Deutgen, Olle Pettersson samt (endast spelåret 1969/70) den danska skådespelerskan Anne-Lise Gabold. Till skillnad från mer kollektivistiskt orienterade teatergrupper hade man tydligt definierade roller inom gruppen. Suzanne Osten var dess regissör, Gunnar Edander dess kompositör och övriga medlemmar var skådespelare. För textarbetet svarade ofta Suzanne Osten och Leif Sundberg, som även var gruppens språkrör utåt. Man samarbetade även med författare som till exempel Sven Wernström, Göran Palm och Siv Widerberg.  
Fickteatern hann under sin verksamhetstid genomföra 18 större uppsättningar och fem mindre produktioner. Föreställningarna spelades i hela Sverige, i till exempel skolor, bibliotek, fängelser och i gatumiljö. Gruppens strävan var att uppsöka sin publik där den befann sig. Ungefär hälften av uppsättningarna riktade sig till barn och ungdomar, vilket var ett uttalat mål för gruppen. Uppsättningarnas innehåll utgick från en socialistisk övertygelse hos gruppen och grundades på en vilja, att föra ut ett visst budskap till publiken. Man arbetade ofta i collageform, vilket erbjöd stor dramaturgisk frihet. Fickteaterns spelstil var fysiskt orienterad och tycks ha hållit en hög gestaltningsmässig nivå.
Några av gruppens uppsättningar överfördes till tv och radio. Gruppen utgav även två musikalbum, Människan i stan (1968, Amigo AMLP 805) och Allt växer till det hejdas... (1971, MNW 16P). På det senare medverkar även musikerna Bengt Berger, Roland Keijser och Kjell Westling.

## Repertoar (större uppsättningar)
- Hemligheter, premiär januari 1968
- Mellan två stolar, premiär januari 1968
- Sex fötter och en sko, premiär maj 1968
- Människan i stan - ett spel om miljön, premiär augusti 1968
- Håll masken, premiär september 1968
- Fingrarna i halsen - en rysare för överklassen, premiär november 1968
- Ett spel om plugget, premiär januari 1969
- Motborgarna, premiär maj 1969
- Fint som snus, premiär augusti 1969
- Håll mig hårt, premiär oktober 1969
- Slagdängor, premiär november 1969
- Gräddvargen, premiär april 1970
- Fredag, premiär april 1970
- Valfläsk i glädjehuset, premiär augusti 1970
- Vält grytorna!, premiär augusti 1970
- Ansikte mot ansikte, premiär oktober 1970
- Bomben som försvann, premiär oktober 1970
- Buspojken, premiär juni 1971
- Tjejsnack, premiär mars 1972 (riksturné)